# 올드 가드
《올드 가드》(영어: The Old Guard)는 2020년 미국 액션, 슈퍼히어로 영화이다. 그레그 러카의 동명 만화를 원작으로 지나 프린스바이스우드 감독이 연출하고, 샤를리즈 테론, 키키 레인, 마르반 켄자리, 마티아스 스후나르츠 등이 출연한다. 2020년 7월 10일 넷플릭스를 통해 공개되었다.

## 줄거리
스키타이의 안드로마케, 일명 앤디는 모로코에서 동료인 부커, 조, 니키와 재회한다. 이들은 몇 백 년 이상 살아온 불로불사의 전사들로서, 자신들의 힘을 세계를 구하고 사람들을 돕는 데 쓰고 있다. 그런 그들에게 전직 CIA 요원이라는 코플리란 사내가 의뢰를 해온다. 내용은 남수단의 용병들에게 붙잡힌 아이들을 구해달라는 것이었다. 무장을 하고 지정된 장소로 간 일행은 예상치 못한 기습으로 적군의 총알 세례를 맞고 쓰러진다. 물론 순식간에 회복해서 그들을 일망타진한 일행은, 납치된 아이들은 거짓말이고 이 모든 것이 코플리가 자신들의 능력을 확인하기 위해 파놓은 함정임을 깨닫는다.
그로부터 멀리 떨어진 아프가니스탄의 어느 마을. 미 해병대 소속 상병 나일은 임무 수행 중 사살 목표로부터 목에 칼을 맞고 사망한다. 그러나 하루 만에 기묘한 꿈을 꾼 뒤 완전히 회복되어 되살아난다. 그리고 나일의 꿈은 실의에 빠진 앤디 일행에게 공유된다. 자신과 같은 또 다른 불멸자가 탄생했음을 알게 된 앤디는 아프가니스탄으로 가서, 검사를 받으러 이송되기 직전이었던 나일을 데리고 나온다. 나일은 자신의 새로운 운명을 받아들이지 못하고 몇 번이나 반항한다. 앤디는 그런 나일을 계속해서 죽였다 되살리고 힘으로 압도함으로써 따라오게 만든다.
나일은 파리 근교의 은신처에서 앤디 일행을 만나고, 그들의 사정을 듣는다. 그리고 잠이 든 나일은 꿈에서 바닷속에 갇혀 익사하고 되살아나길 반복하는 어느 여성을 본다. 여성의 정체는 과거 앤디의 첫 불멸자 동료였던 '꾸인'으로, 잉글랜드에서 마녀사냥으로 마녀로 몰린 여자들을 돕다가 체포되어 철제 관에 갇혀 바닷속에 수장되었던 자였다. 또 앤디의 과거 동료 중에는 어느 날 갑자기 불사 능력이 사라져 죽게 된 '라이콘'이란 남자도 있었다. 앤디는 그들에 대해 슬픔과 죄책감을 가지고 있었고, 나일에게 자신들이 영생을 사는 것은 아니라고 말해준다.
한편 코플리의 고용주는 런던 소재 거대 제약회사의 CEO 스티븐 메릭이란 자였다. 메릭은 불멸자들을 붙잡아 그들의 능력을 연구하여 불로불사의 약을 만들어 돈을 벌 속셈이었다. 그리고 코플리는 과거 아내를 잃은 슬픔으로 메릭의 계획에 동조하고 있었다. 메릭의 특수부대가 앤디 일행의 은신처를 덮치고, 앤디와 나일이 잠시 밖에 있던 사이 부커를 상처입히고 조와 니키 커플을 납치해 간다. 앤디는 습격자들을 신묘한 방식으로 사살한다. 그런데 싸움이 끝나고 앤디의 상처가 회복되지 않는다. 앤디는 자신의 끝이 도래했음을 깨닫는다.
부커가 코플리의 위치를 알아내고 일행은 그곳으로 향하는데, 도중에 나일은 가족과 다시 만나겠다면서 총을 받고 일행을 떠난다. 앤디가 코플리를 대면했을 때 부커가 앤디를 기습해서 쓰러뜨리고 코플리에게 넘긴다. 사실 외로움을 못 이겨 불로불사를 포기하고 죽음을 원했던 부커는, 일행을 배신하고 코플리와 메릭의 회유를 받아들인 것이었다. 코플리는 사로잡은 불멸자들을 메릭에게 넘기는데, 자신의 생각과는 달리 메릭이 그들을 고문하려 들자 갈등에 빠진다. 한편 나일은 총의 탄알집이 비어 있는 걸 발견하고 부커가 배신자라는 걸 눈치챈다.
코플리와 만난 나일은 그를 설득해서 메릭으로부터 앤디 일행을 구출하러 간다. 메릭의 회사 빌딩에서 나일에게 구출된 일행은 메릭의 특수부대를 처단한다. 마지막에 앤디와 나일이 메릭과 총을 겨누고 대치했을 때, 나일은 앤디를 쏘는 척하면서 메릭을 붙잡아 함께 빌딩 창 밖으로 뛰어 내린다. 물론 나일은 순식간에 회복한다.
사건이 일단락된 후 배신자인 부커는 처벌로서 100년 동안 일행과 떨어져 홀로 외로이 지내게 된다. 코플리는 자신이 조사한 불멸자들의 행적을 공개하며, 앤디 일행의 이타적 행동이 세계에 선한 결과를 불러일으켰음을 알려준다. 불멸자들은 코플리에게 자신들의 비밀을 지키도록 하는 한편 그를 자신들의 매니저로 고용한다. 그리고 6개월 후, 술에 찌들어 살고 있던 부커의 앞에 꾸인이 나타난다.

## 출연진
- 샤를리즈 테론 - 앤디 (스키타이의 안드로마케)
- 키키 레인 - 나일 프리먼
- 마티아스 스후나르츠 - 부커 (세바스티앙 르리브르)
- 마르반 켄자리 - 조 (유수프 카이사니)
- 루카 마리넬리 - 니키 (제노바의 니콜로)
- 응오타인번 - 꾸인
- 추이텔 에지오포 - 제임스 코플리
- 해리 멜링 - 스티븐 메릭
- 아나마리아 마린카 - 닥터 메타 코자크
- 조이 안사 - 킨
- 마이클 워드 - 라이콘
- 나타샤 카람 - 디지
- 멧 톨리 - 조던
- 올리비아 로스 - 약국 점원

## 사운드 트랙
- Born alone, Die alone[1]
- Keep this between us[2]
- Godspeed[3]
- Put you on[4]
- Say your prayers[5]
- Nobody know[6]
- The world we've made[7]
- Going down fighting[8]
- Silence[9]
- Cruel world[10]
- Baby oulaw[11]

## 같이 보기
- 핸콕